# Anna Czepan
Anna Bronisława Czepan (ur. 9 kwietnia 1952 w Ostródzie) – polska włókienniczka, poseł na Sejm PRL VII kadencji.

## Życiorys
Uzyskała wykształcenie zasadnicze zawodowe, z zawodu szwaczka. Ukończyła Zasadniczą Szkołę Odzieżową przy Zakładach Przemysłu Odzieżowego „Dana” w Szczecinie, gdzie pracowała następnie jako szwaczka. W 1969 przystąpiła do Związku Młodzieży Socjalistycznej i Towarzystwa Przyjaźni Polsko-Radzieckiej. W 1976 uzyskała mandat posła na Sejm PRL w okręgu Szczecin. Zasiadała w Komisji Handlu Wewnętrznego, Drobnej Wytwórczości i Usług oraz w Komisji Przemysłu Lekkiego.

## Odznaczenia
- Brązowa Odznaka im. Janka Krasickiego